# Jesse Stone
Jesse Stone es una saga de telefilmes policiacas, basadas en los libros homónimos de Robert B. Parker, protagonizadas por Tom Selleck.

## Filmografía
- 2005 - Stone Cold (Cadena homicida)
- 2006 - Jesse Stone: Night Passage (Peligro nocturno) precuela de Cadena homicida.
- 2006 - Jesse Stone: Death in Paradise (Muerte en el paraíso)
- 2007 - Jesse Stone: Sea Change (Mar profundo)
- 2009 - Jesse Stone: Thin Ice (Sobre hielo delgado)
- 2010 - Jesse Stone: No Remorse (Sin remordimiento)
- 2011 - Jesse Stone: Innocents Lost (Iocencia perdida)
- 2012 - Jesse Stone: Benefit of the Doubt (Beneficio de la duda)
- 2015 - Jesse Stone: Lost In Paradise (Pistas en el paraíso)